# Mesembryanthemum barklyi
Mesembryanthemum barklyi är en isörtsväxtart som beskrevs av Nicholas Edward Brown. Mesembryanthemum barklyi ingår i Isörtssläktet som ingår i familjen isörtsväxter. Inga underarter finns listade i Catalogue of Life.